# Ostirland
Ostirland (irisch Éire Thoir, englisch East Ireland, zumeist nur East) ist ein irischer Wahlkreis für Wahlen zum Europäischen Parlament. 0,8 Millionen Wahlberechtigte in diesem Wahlkreis wählen 3 Mitglieder des Europäischen Parlaments in das Parlament.
2004 wurden 2 Politiker der Fine Gael und einer der Fianna Fáil gewählt.